# Sphaerospira whartoni
Sphaerospira whartoni é uma espécie de gastrópode  da família Camaenidae.
É endémica da Austrália.